# 28 de mayo
El 28 de mayo es el 148.º (centésimo cuadragésimo octavo) día del año en el calendario gregoriano y el 149.º en los años bisiestos. Quedan 217 días para finalizar el año.

## Acontecimientos
- 585 a. C.: se produce un eclipse solar previsto por Tales de Mileto, mientras Alyattes II está librando la «batalla del eclipse» contra Ciáxares. Esto lleva a una tregua. Esta es una de las fechas cardinales que permiten calcular otras fechas.
- 621: Li Shimin, hijo del emperador chino Gaozu, derrota a las fuerzas numéricamente superiores de Dou Jiande en la batalla de Hulao (Henan). Su victoria decide el resultado de la guerra civil que siguió a la caída de la dinastía Sui en favor de la dinastía Tang.
- 722: en Asturias tiene lugar la batalla de Covadonga entre las tropas musulmanas y las del levantamiento astur-godo iniciado en el 718, encabezadas por Pelayo. Es considerada el nacimiento del Reino de Asturias y la primera derrota significativa del islam en Europa.
- 1486: en la provincia de Granada (España), el ejército cristiano al mando de Gonzalo Fernández de Córdoba, el Gran Capitán, después de reñidos ataques en que quedaron heridos Boabdil y Hamet el Zegrí, entra en la ciudad de Loja.
- 1503: Jaime IV de Escocia y Margarita Tudor se casan de acuerdo con la bula papal del papa Alejandro VI.
- 1533: el arzobispo de Canterbury Thomas Cranmer declara válido el matrimonio de Enrique VIII de Inglaterra y Ana Bolena.
- 1588: la Armada Invencible, con 130 barcos y 30 000 hombres, sale de Lisboa en dirección al Canal de la Mancha.
- 1785: en España, Carlos III aprueba los nuevos modelos de pabellón nacional y civil español, que acabarían por sentar las bases para la moderna bandera de España.
- 1812: en la localidad de Escamela (Veracruz) el mexicano José María Morelos y Pavón lucha contra los realistas.
- 1864: en México, Maximiliano de Habsburgo y Carlota de Bélgica llegan a Veracruz.
- 1871: la Comuna de París cae en un baño de sangre de 30 000 muertos en manos de los ejércitos prusianos y franceses reaccionarios.
- 1890: en Estados Unidos de América, Elijah J. Bond patenta la tabla güija.
- 1918: el Movimiento de Liberación Nacional Armenio declara la independencia de la República Democrática de Armenia.
- 1925: constitución de la primera corporación municipal de Rábade con lo que se convierte en Ayuntamiento Independiente tras su segregación del de Begonte.
- 1926: en Portugal, las fuerzas de Manuel Gomes da Costa realizan un golpe de Estado.
- 1928: en los Estados Unidos se fusionan las automotrices Chrysler y Dodge.
- 1929: en México, el presidente Emilio Portes Gil le concede autonomía a la Universidad Nacional Autónoma de México.
- 1937: en Alemania se funda la empresa de fabricación de automóviles Volkswagen.
- 1937: en San Francisco (California) se inaugura al tráfico rodado el puente Golden Gate.
- 1940: Capitula Bélgica ante los alemanes en la Segunda Guerra Mundial.
- 1942: México declara la guerra a las fuerzas del Eje e ingresa formalmente a la Segunda Guerra Mundial, después de que los alemanes hundieron los buques petroleros Potrero del Llano y Faja de Oro.
- 1944: Revolución del 28 de mayo. “La Gloriosa” Ecuador derrocó al presidente Carlos A. Arroyo del Río y que permitió luego el ascenso de Velasco Ibarra a la Presidencia.
- 1948: en La Habana (Cuba) tiene lugar la primera función pública de Alicia Alonso en La Siesta de un fauno, Pas de quatre y el segundo acto del Lago de los cisnes.
- 1953: en la provincia de Dávao del Sur (Filipinas) se crea el municipio de Hagonoy.

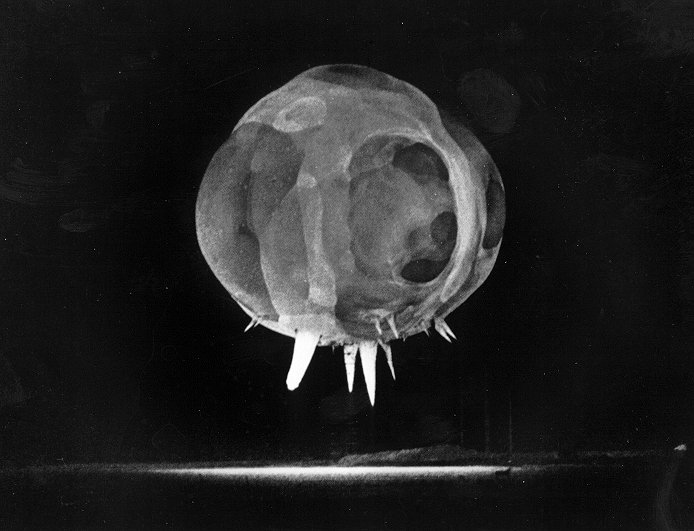
Fotografía Rapatronic del comienzo de la explosión de la bomba atómica Boltzmann, en 1956. De los tres «cuernos» que surgen debajo de la explosión, en el del medio se puede ver la punta de la torre donde se detonó la bomba.

- 1957: en Cuba sucede la masacre de los expedicionarios del Corynthia.
- 1957: en Guamá (Santiago de Cuba) los guerrilleros del Ejército Rebelde vencen a las tropas batistianas en el combate de El Uvero.
- 1957: en el Sitio de pruebas de Nevada, Estados Unidos detona la bomba de hidrógeno Boltzmann, de 12 kilotones. Es la  bomba  número 89 del total de 1132 bombas atómicas que hizo detonar ese país entre 1945 y 1992.
- 1958: el Real Madrid consigue en el Estadio de Heysel, Bruselas, su 3ª Copa de Europa contra el AC Milan por 3-2, goles de Di Stefano, Héctor Rial y Paco Gento. Remontando por dos veces.
- 1961: en Pinar del Río, un grupo contrarrevolucionario apoyado por la CIA incendia el Cine Riesgo con «fósforo vivo» durante la matiné infantil. Resultan heridos 26 niños y 14 adultos.[1]
- 1961: en Londres, el periódico The Observer publica el artículo de Peter Benenson «The forgotten prisoners» (‘los presos olvidados’), que lanza una campaña en pro de la amnistía, que terminó siendo el origen de la organización Amnistía Internacional.
- 1961: en México es consagrada la Catedral de Autlán, que fungiría como sede de la nueva diócesis, la Diócesis de Autlán. El nuevo obispo es Miguel González Ibarra.
- 1971: la Unión Soviética lanza la sonda Mars 3 hacia Marte.
- 1973: en Argentina, el nuevo gobierno de Héctor José Cámpora reanuda relaciones diplomáticas con Cuba, como parte del giro a la izquierda.
- 1974: Eleanor F. Helin avista el asteroide (2050) Francis.
- 1976: Estados Unidos y la Unión Soviética firman un tratado que limitan la magnitud de las explosiones nucleares subterráneas para usos pacíficos.
- 1982: en la guerra de las Malvinas, el teniente británico Herbert Jones es abatido por Oscar Ledesma, militar del Ejército Argentino, durante la Batalla de Pradera del Ganso.
- 1987: en plena Plaza Roja de Moscú (Unión Soviética), un joven alemán, Mathias Rust, aterrizó su avión Cessna, poniendo en evidencia el relajamiento de la seguridad aérea soviética.
- 1988: Bélgica firma la paz con la provincia colombiana de Boyacá a raíz de la guerra que esta última le declarara en 1867 cuando era un estado soberano
- 1992: Oscar Luigi Scalfaro es nombrado presidente de Italia.
- 1998: Realiza Pakistán cinco pruebas nucleares, y decreta estado de emergencia, reaccionando a amenazas no especificadas de agresión externa.
- 2007: en Venezuela, el gobierno de Hugo Chávez inaugura el canal del estado TVes (en sustitución de RCTV).
- 2008: en Nepal, la Asamblea Constituyente abole la monarquía que gobernaba al país, y establece una república federal.
- 2009: se produce un fuerte terremoto en Honduras, cuya onda sísmica alcanza también los territorios de Guatemala, El Salvador, Belice y poblaciones como Chetumal y Cancún en México.
- 2011: Retorna a Honduras el presidente Manuel Zelaya tras dos años de exilio debido a un golpe de Estado militar realizado contra su Gobierno en 2009.
- 2011: en Londres, Inglaterra, el Fútbol Club Barcelona gana su cuarta Liga de Campeones de la UEFA ante el Manchester United en el Wembley Stadium.
- 2014: se funda el club de fútbol Mineros de Zacatecas anteriormente Estudiantes Tecos.
- 2016: en Milán, Italia, el Real Madrid C. F. obtiene su undécima Liga de Campeones de la UEFA tras vencer en la tanda de penaltis al Atlético de Madrid.
- 2016: Sucede la tragedia que ocasiona la muerte de Harambe en el zoo de Cincinnati
- 2017: en Guadalajara, Jalisco, el Club Deportivo Guadalajara gana su decimosegunda Liga MX al derrotar 2-1 a los Tigres de la UANL en el Estadio Akron con goles de Alan Pulido y el José Juan "Gallo" Vázquez.
- 2020: en Negrar se dio a conocer que bajo el terreno de unos viñedos se había dado el descubrimiento de una villa romana de siglo III d. C. con sus mosaicos en un excepcional estado de conservación.[2][3]
- 2022: en Saint Denis, Francia el Real Madrid C. F. obtiene su decimocuarta Liga de Campeones de la UEFA tras vencer 0-1 al Liverpool F. C. en el Estadio de Francia, gol de Vinicius Júnior.
- 2025: en Ciudad de México, con la exigencia de que México rompa relaciones de cualquier tipo con el Estado de Israel por el genocidio en la franja de Gaza, jóvenes universitarios, realizan cacerolazo frente a Palacio Nacional.

## Nacimientos
- 1140: Xin Qiji, escritor chino de la dinastía Song (f. 1207).
- 1292: Felipe de Castilla, infante de Castilla (f. 1327).
- 1371: Juan I de Borgoña, aristócrata francés (f. 1419).

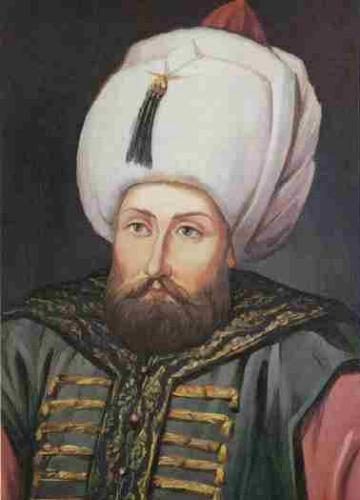
Selim II.

- 1524: Selim II, sultán otomano (f. 1574).
- 1588: Pierre Séguier, canciller francés (f. 1672).
- 1641: Janez Vajkard Valvasor, polímata esloveno (f. 1693).
- 1660: Jorge I, aristócrata británico, rey entre 1714 y 1727 (f. 1727).
- 1676: Jacopo Francesco Riccati, matemático italiano (f. 1754).
- 1735: François Christophe Kellermann, militar francés (f. 1820).

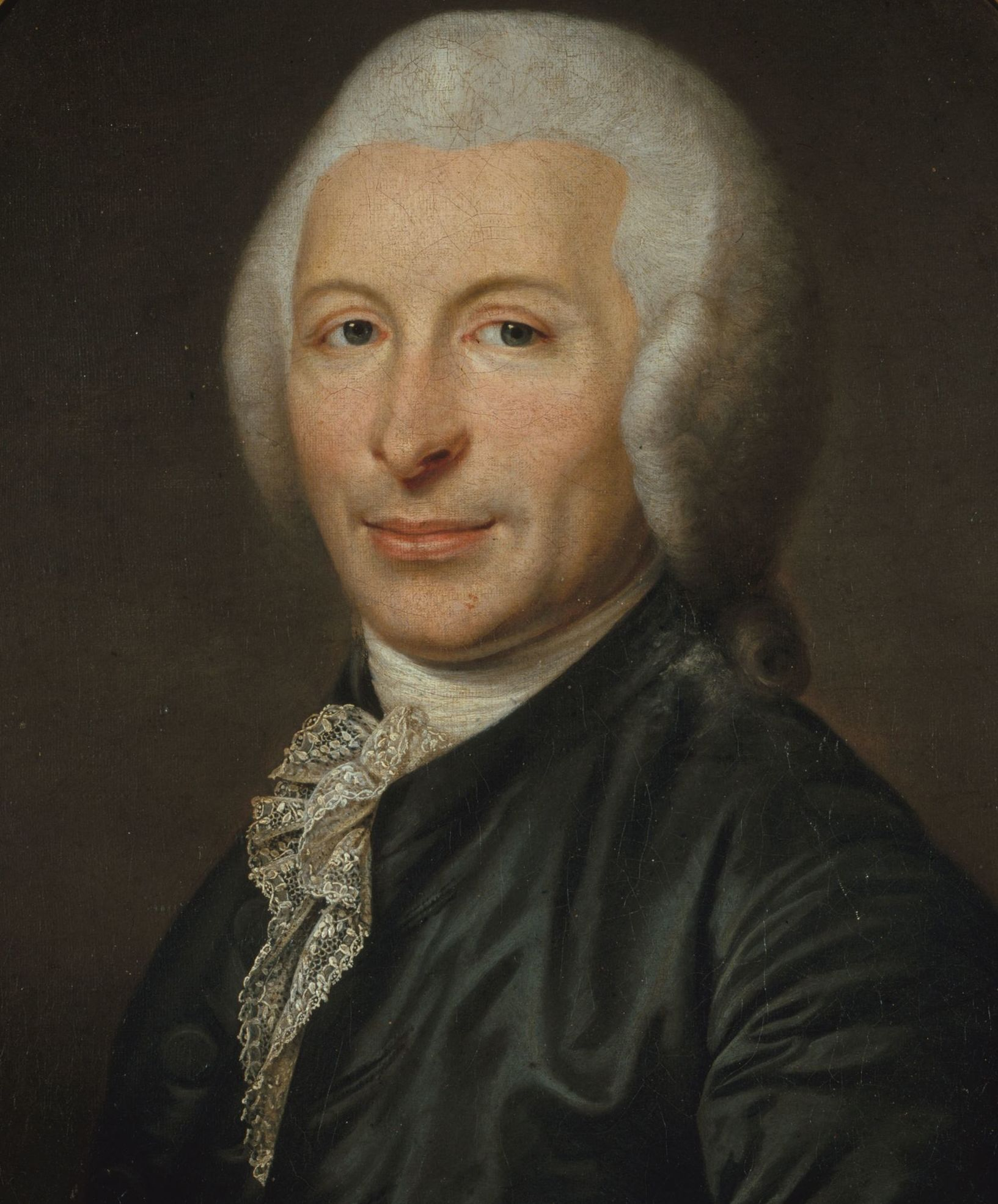
Joseph Ignace Guillotin.

- 1738: Joseph Ignace Guillotin, médico y diputado francés (f. 1814).
- 1759: William Pitt, el Joven, político británico (f. 1806).
- 1763: Manuel Alberti, sacerdote argentino integrante de la Primera Junta de Gobierno.(f. 1811).

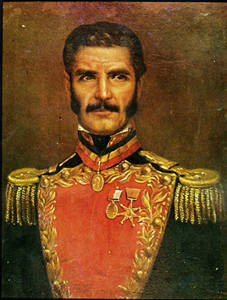
Jacinto Lara

- 1778: Jacinto Lara, militar venezolano (f. 1859).
- 1779: Thomas Moore, escritor y músico irlandés (f. 1852).
- 1807: Louis Agassiz, naturalista estadounidense (f. 1873).
- 1810: Juan Vicente González, escritor romántico venezolano (f. 1866).
- 1818: P. G. T. Beauregard, general estadounidense confederado (f. 1893).
- 1835: Wilhelm Albermann, escultor alemán (f. 1913).
- 1839: Luigi Capuana, escritor italiano (f. 1915).
- 1841: Giovanni Sgambati, compositor, director de orquesta y pianista italiano (f. 1914).
- 1853: Carl Larsson, pintor sueco (f. 1919).
- 1854: Germán Riesco, político chileno (f. 1916).
- 1855: Emilio Estrada Carmona, político ecuatoriano (f. 1911).
- 1878: Paul Pelliot, explorador francés (f. 1945).
- 1879: Milutin Milanković, geofísico serbio (f. 1958).
- 1879: Vanessa Bell, pintora británica (f. 1961).
- 1881: Luis Orgaz, militar español (f. 1946).
- 1883: Václav Talich, director de orquesta y músico checo (f. 1961).
- 1883: Ricardo Zandonai, compositor italiano (f. 1944).
- 1884: Edvard Beneš, estadista checoslovaco (f. 1948).
- 1885: Piet Zwart, arquitecto neerlandés (f. 1977).
- 1888: Jim Thorpe, atleta estadounidense (f. 1953).
- 1889: Richard Réti , ajedrecista estadounidense de origen checo (f. 1929).
- 1892: Josef Dietrich, militar alemán nazi, de las Waffen-SS (f. 1966).
- 1902: Luis César Amadori, cineasta argentino (f. 1977).
- 1908: Ian Fleming, escritor y actor británico, creador de James Bond (f. 1964).
- 1909: Israel Roa, pintor expresionista chileno (f. 2002).
- 1910: T-Bone Walker, cantante estadounidense (f. 1975).
- 1910: Rachel Kempson, actriz británica (f. 2003).
- 1911: Thora Hird, actriz británica (f. 2003).
- 1912: Ruby Payne-Scott, fue una astrónoma australiana, pionera en radioastronomía y radiofísica, siendo la primera radioastrónoma. (f. 1981).
- 1912: Patrick White, escritor australiano, premio nobel de literatura de 1973 (f. 1990).
- 1915: Joseph Greenberg, lingüista estadounidense (f. 2001).
- 1916: Walker Percy, autor estadounidense (f. 1990).
- 1916: Peter Sutermeister, abogado, escritor y libretista suizo (f. 2003).
- 1917: Barry Commoner, biólogo y político estadounidense (f. 2012).
- 1921: Luis Jaime Cisneros Vizquerra, lingüista y profesor peruano (f. 2011).
- 1921: Heinz G. Konsalik, novelista alemán (f. 1999).
- 1922: Agustín Piru Gaínza, futbolista español (f. 1995).

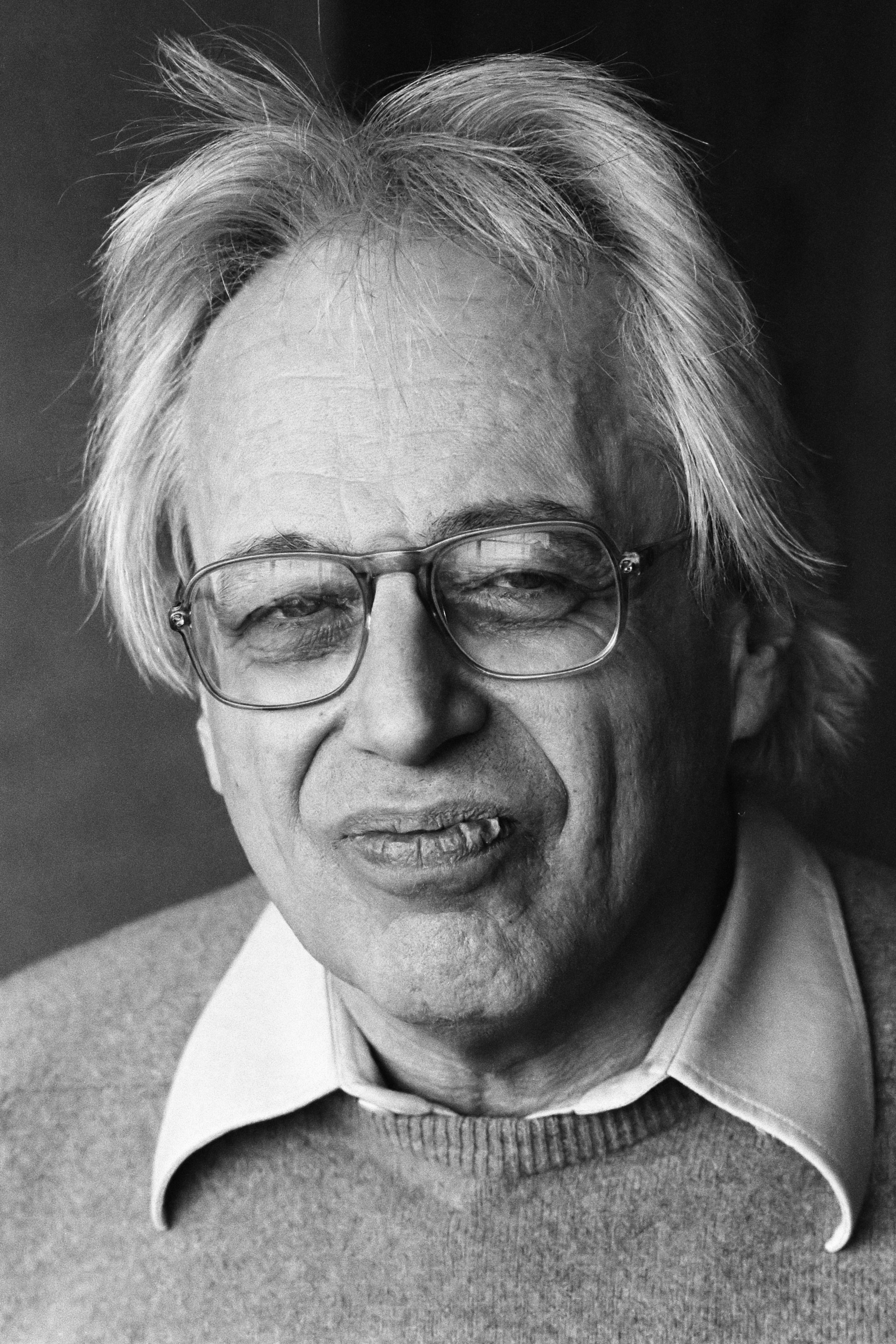
Guiorgui Lígueti.

- 1923: György Lígueti, compositor húngaro (f. 2006).
- 1924: Alfonso de Hohenlohe-Langenburg, empresario español (f. 2003).
- 1925: Bülent Ecevit, político turco (f. 2006).
- 1925: Dietrich Fischer-Dieskau, barítono, director de orquesta y musicólogo alemán (f. 2012).
- 1926: Russ Freeman, pianista y compositor estadounidense (f. 2002).
- 1926: Teodoro González de León, arquitecto mexicano (f. 2016).
- 1927: Eddie Sachs, piloto estadounidense de automovilismo (f. 1964).
- 1928: Nemesio Fernández-Cuesta Illana, político, economista y empresario español (f. 2009).
- 1928: Luis Pestarino, árbitro de fútbol argentino.
- 1931: Carroll Baker, actriz estadounidense.
- 1931: Gordon Willis, director de fotografía estadounidense (f. 2014).
- 1932: Chiquito de la Calzada (Gregorio Esteban Sánchez Fernández), humorista español (f. 2017).
- 1934: Quintillizas Dionne, primeras quintillizas de la historia.
- 1938: Leonardo Favio, cantante, compositor, actor y cineasta argentino (f. 2012).
- 1938: Jerry West, baloncestista estadounidense.
- 1938: Eppie Wietzes, piloto canadiense de automovilismo (f. 2020).
- 1940: Maeve Binchy, novelista irlandesa (f. 2012).
- 1941: Elizabeth Fox-Genovese, historiadora estadounidense (f. 2007).
- 1941: Diego Puerta, torero español (f. 2011).
- 1942: Stanley B. Prusiner, bioquímico y neurólogo estadounidense.
- 1943: Elena Suliotis, soprano griega (f. 2004).
- 1944: Gladys Knight, cantante estadounidense.
- 1944: Carlos Solchaga, político y economista español.
- 1944: Rudolph Giuliani, político estadounidense, exalcalde de Nueva York.
- 1944: Jean-Pierre Léaud, actor francés.
- 1944: Fernando Hernández Ramírez, futbolista costarricense (f. 1997).
- 1944: Sondra Locke, actriz estadounidense (f. 2018).
- 1945: John Fogerty, músico estadounidense, de la banda Creedence Clearwater Revival.

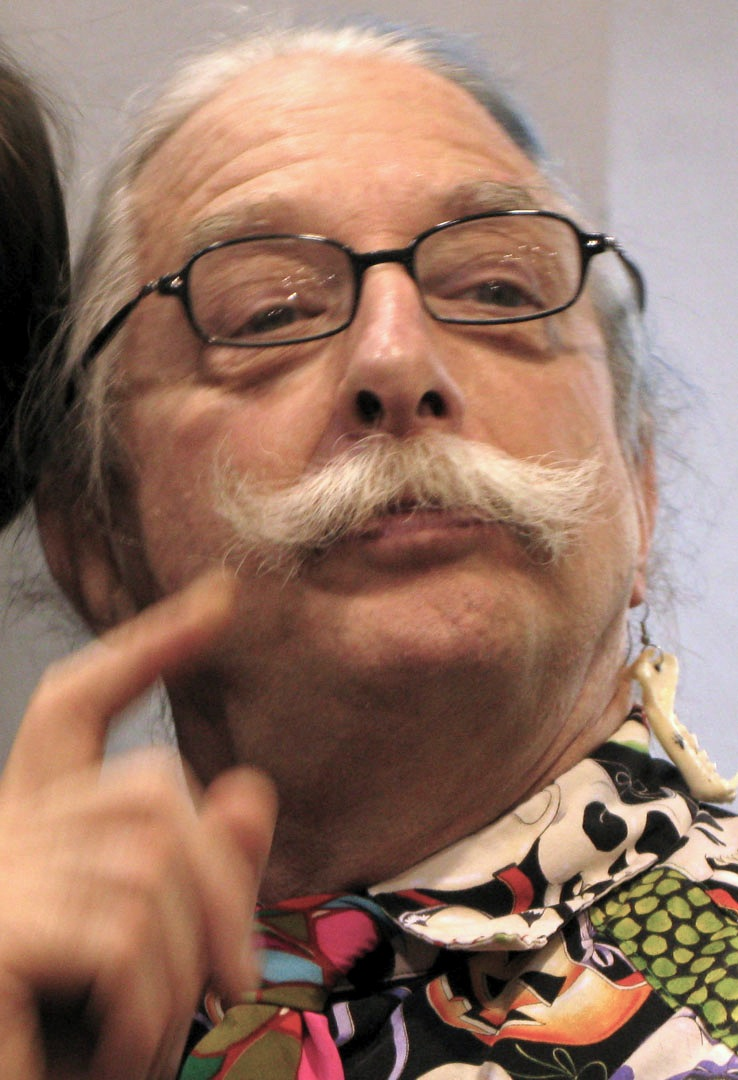
Patch Adams.

- 1945: Patch Adams, médico y activista estadounidense.
- 1945: Chayito Valdez, cantante mexicana (f. 2016).
- 1946: Marcelino Hernández Rodríguez, obispo mexicano.
- 1947: Zahi Hawass, egiptólogo egipcio.
- 1947: Leland Sklar, compositor y bajista estadounidense, de la banda The Section and Era.
- 1948: Pierre Rapsat, cantautor belga (f. 2002).
- 1949: Wendy O. Williams, cantante estadounidense, de la banda Plasmatics (f. 1998).
- 1950: Kamala, luchador estadounidense.
- 1951: Jazzamoart, pintor mexicano.
- 1952: Hugo Hernández, futbolista y entrenador mexicano (f. 2022).
- 1954: Yuri Yegórov, pianista ruso (f. 1988).
- 1955: John McGeoch, músico escocés, de las bandas Magazine y Visage.
- 1957: Kirk Gibson, beisbolista estadounidense.
- 1959: Juan Luis Giménez, guitarrista español, de la banda Presuntos implicados.
- 1960: Pastora Vega, actriz española.
- 1960: Pacho Rodríguez, ciclista colombiano.
- 1960: Mark Sanford, político estadounidense.
- 1961: María Bayo, soprano española.
- 1962: James Michael Tyler, actor estadounidense (f. 2021).
- 1963: Marc Antoine, compositor y guitarrista de jazz francés.
- 1963: Gavin Harrison, músico británico, de las bandas Porcupine Tree y King Crimson.
- 1964: Christa Miller, actriz estadounidense.
- 1964: Phil Vassar, cantante y compositor estadounidense.
- 1964: Armen Gilliam, baloncestista estadounidense de la NBA (f. 2011).
- 1964: Zsa Zsa Padilla, cantante y actriz filipina.
- 1964: Christian Herberth, taekwondista alemán.
- 1964: Shuji Murakami, yudoca japonés.
- 1966: Maiamar Abrodos, actriz trans y docente argentina.
- 1966: Ashley Laurence, actriz estadounidense.
- 1967: Glen Rice, baloncestista estadounidense.

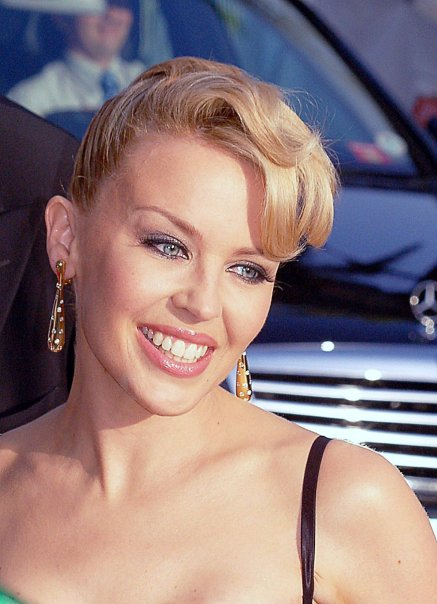
Kylie Minogue.

- 1968: Kylie Minogue, cantante australiana.
- 1968: Tetsu Nagasawa, futbolista y director Japonés.
- 1969: Muñequita Sally, cantante folclórica de huayno, huaylarsh y cumbia peruana (f. 2007).
- 1969: Justin Kirk, actor estadounidense.
- 1970: Glenn Quinn, actor irlandés (f. 2002).
- 1970: Žana Lelas, baloncestista yugoslava (f. 2021).
- 1971: Marco Rubio, político estadounidense.
- 1972: Michael Boogerd, ciclista neerlandés.
- 1972: Antal Kovács, yudoca húngaro.
- 1972: Chiara Mastroianni, actriz italiana.
- 1972: Doriva, futbolista brasileño.
- 1973: Ramón Salazar, cineasta español.
- 1974: Hans-Jörg Butt, futbolista alemán.
- 1974: Romain Duris, actor francés.
- 1975: Jarrod Marrs, nadador estadounidense.
- 1975: Kelly Hand, regatista canadiense.
- 1975: Akihiro Yoshida, futbolista japonés.
- 1975: Rolando Hourruitiner, baloncestista puertorriqueño.
- 1976: Alexei Nemov, gimnasta ruso.
- 1976: Denisse Malebrán, cantante y compositora chilena, vocalista de la banda Saiko.
- 1977: Atsushi Inoue, futbolista japonés.
- 1978: Ferréol Cannard, biatleta francés.
- 1978: Tomohiko Ito, futbolista japonés.
- 1978: Marko Strahija, nadador croata.
- 1978: Jimmy Casper, ciclista francés.
- 1978: José Carlos Tabares, futbolista argentino.
- 1979: Jesse Bradford, actor estadounidense.
- 1979: Abdulaziz al-Omari, terrorista saudí que participó en el 11S (f. 2001).
- 1980: Mark Feehily, cantante irlandés, de la banda Westlife.
- 1980: Miguel Pérez Aracil, futbolista español.
- 1981: Adam Green, músico y cantante estadounidense.
- 1981: Gábor Talmácsi, piloto húngaro de motociclismo.
- 1981: Daniel Cabrera, beisbolista dominicano.
- 1982: Alexa Davalos, actriz estadounidense.
- 1982: Jhonny Peralta, beisbolista dominicano.
- 1983: Toby Hemingway, actor británico.
- 1983: Humberto Sánchez, beisbolista dominicano
- 1984: Beth Allen, actriz neozelandesa.
- 1985: Colbie Caillat, cantante estadounidense de pop y country.
- 1985: Pablo Andrés González, futbolista argentino.
- 1985: Carey Mulligan, actriz británica.
- 1986: Seth Rollins, luchador estadounidense.
- 1986: Jaslene González, modelo puertorriqueño.
- 1986: Charles N'Zogbia, futbolista francés.
- 1988: Craig Kimbrel, beisbolista estadounidense.
- 1988: José Antonio Malagón Rubio, futbolista español.
- 1990: Rohan Dennis, ciclista australiano.
- 1990: Junio Valverde, actor español.
- 1990: Kyle Walker, futbolista británico.
- 1991: Alexandre Lacazette, futbolista francés.
- 1992: Hannah Wilkinson, futbolista neozelandesa.
- 1992: Yazmín Torrealba, futbolista chilena.
- 1993: Svenja Jung, actriz alemana.
- 1994: Alec Benjamin, cantautor estadounidense.
- 1995: Lukas Gage, actor estadounidense.
- 1996: Aimen Lahmeri, futbolista argelino.
- 1996: Cristina Molinuevo, baloncestista española.
- 1996: Mathias Normann, futbolista noruego.
- 1996: Eldar Ćivić, futbolista bosnio.
- 1996: Daisei Suzuki, futbolista japonés.
- 1996: Ryota Ukai, futbolista japonés.
- 1997: Jacob Vandsø Rasmussen, futbolista danés.
- 1997: Leonardo Nascimento Lopes de Souza, futbolista brasileño.
- 1997: Wang Yu-wen, actriz china.
- 1997: Wladimir Cid, futbolista chileno.
- 1997: Ionuț Radu, futbolista rumano.
- 1997: Nina Predanič, futbolista eslovena.
- 1997: Erik Černák, jugador de hockey sobre hielo eslovaco.
- 1998: Dahyun, cantante, rapera y compositora surcoreana. Miembro del grupo Twice.
- 1998: Logan Rogerson, futbolista neozelandés.
- 1998: Joel Arimany, futbolista español.
- 1998: Huáscar Ynoa, beisbolista dominicano.
- 1998: Gastón Lodico, futbolista argentino.
- 1998: Maximiliano San Martín, futbolista uruguayo.
- 1998: Lorenzo Serres, ciclista francés.
- 1998: Marco Espíndola, futbolista colombiano.
- 1998: Lauriane Genest, ciclista canadiense.
- 1998: Kevin Hansen, piloto de rally sueco.
- 1998: Alejandro Martínez Chorro, ciclista español.
- 1998: Louis Yamaguchi, futbolista franco-japonés.
- 1998: Stef Van Campenhout, esgrimidor belga.
- 1998: Wu Bin, esgrimidor chino.
- 1999: Cameron Boyce, actor y bailarín estadounidense (f. 2019).
- 1999: Karolina Łozowska, atleta polaca.
- 1999: Ben Turner, ciclista británico.
- 1999: Jaelan Phillips, jugador de fútbol americano estadounidense.
- 1999: Mike Trésor Ndayishimiye, futbolista belga.
- 2000: Phil Foden, futbolista inglés.
- 2000: Réka Rohács, nadadora húngara.
- 2000: Axelle Klinckaert, gimnasta artística belga.
- 2000: Taylor Ruck, nadadora canadiense.
- 2000: Aaron Spetale, futbolista argentino.
- 2000: Maria Olărașu, piragüista moldava.
- 2004: Adedire Mebude, futbolista británico.
- 2005: Amady Camara, futbolista maliense.
- 2006: Jeon Jin-seo, actor y modelo surcoreano.
- 2010: Luis y Alfonso de Borbón y Vargas, pretendientes al trono de Francia

## Fallecimientos
- 741: Ucha'an K'in B'alam, rey maya (n. ¿ ?).
- 926: Kong Qian, funcionario chino.
- 1357: Alfonso IV de Portugal, rey de Portugal y Algarve (n. 1291).
- 1462: Luis de Beaumont, primer conde de Lerín (Navarra) (n. 1412).
- 1627: Eduardo de Braganza, primer marqués de Frechilla y Villarramiel
- 1673: Joan Blaeu, cartógrafo neerlandés (n. 1596).
- 1750: Sakuramachi, emperador japonés (n. 1720).

Leopoldo Mozart.

- 1787: Leopoldo Mozart, músico y compositor austríaco, padre de Wolfgang Amadeus Mozart (n. 1719).
- 1797: Anton Raaff, tenor alemán (n. 1714).
- 1802: Louis Delgrès, militar antillano (n. 1766).
- 1805: Luigi Boccherini, compositor italiano (n. 1743).
- 1824: Eduardo Boscá Casanoves, zoólogo y herpetólogo español (n. 1843).

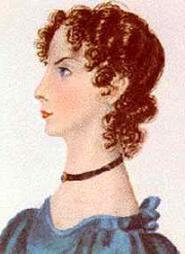
Anne Brontë.

- 1849: Anne Brontë, novelista y poeta británica (n. 1820).
- 1872: Sofía de Baviera, aristócrata alemana (n. 1805).

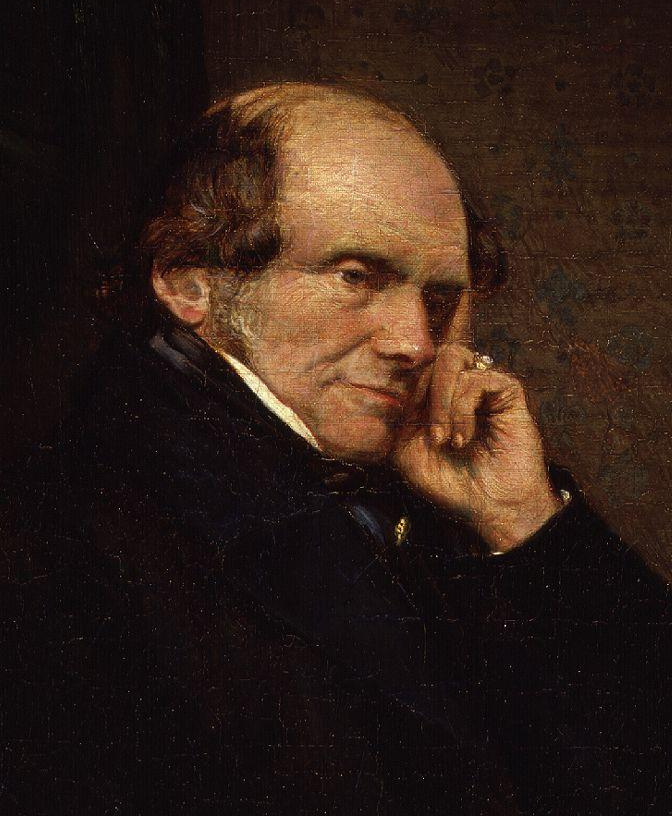
Lord John Russell.

- 1878: Lord John Russell, estadista británico (n. 1792).
- 1884: Juan Cordero, pintor mexicano (n. 1824).
- 1893: Felipe Villanueva, compositor mexicano (n. 1862).
- 1900: George Grove, escritor sobre música y editor británico (n. 1820).
- 1912: Paul Emile Lecoq de Boisbaudran, químico francés (n. 1838).
- 1919: Benjamín Matienzo, aviador argentino (n. 1891).
- 1937: Alfred Adler, psicólogo y psiquiatra austriaco (n. 1870).
- 1944: Katri Vala, poetisa finlandesa (n. 1901).
- 1946: Claus Schilling, médico alemán nazi (n. 1871).
- 1946: Otto Moll, suboficial nazi de las ss, encargado de las cámaras de gas en Auschwitz (n.1915).
- 1948: Unity Mitford, simpatizante fascista británica (n. 1914).
- 1950: Rosarito Vera, educadora argentina (n. 1872).
- 1968: Kees Van Dongen, pintor neerlandés (n. 1877).
- 1968: Fiódor Ojlópkov, sargento y francotirador ruso (n. 1908).
- 1971: Audie Murphy, actor y soldado estadounidense más condecorado de la Segunda Guerra Mundial (n. 1925).
- 1971: Jean Vilar, actor y director de teatro francés (n. 1912).
- 1972: Eduardo VIII, aristócrata británico (n. 1894).
- 1974: Ángela Loij, la última representante de los selknam.
- 1975: Ezzard Charles, boxeador estadounidense; falleció de ELA (n. 1921).
- 1981: Mary Lou Williams, pianista y compositora estadounidense (n. 1910).
- 1981: Stefan Wyszyński, cardenal polaco (n. 1901).
- 1988: Sy Oliver, músico estadounidense de jazz (n. 1910).
- 1989: Iván Palazzese, piloto italo-venezolano (n. 1962).
- 1991: Juan Bonet, periodista y escritor español (n. 1917).
- 1997: Ubaldo Néstor Sacco, boxeador argentino (n. 1955).
- 1997: Tatiana Sumarokova, aviadora soviética y Heroína de la Federación de Rusia (n. 1922).
- 1998: Phil Hartman, actor y comediante canadiense (n. 1948).
- 1999: Henry Carlsson, futbolista y entrenador sueco (n. 1917).

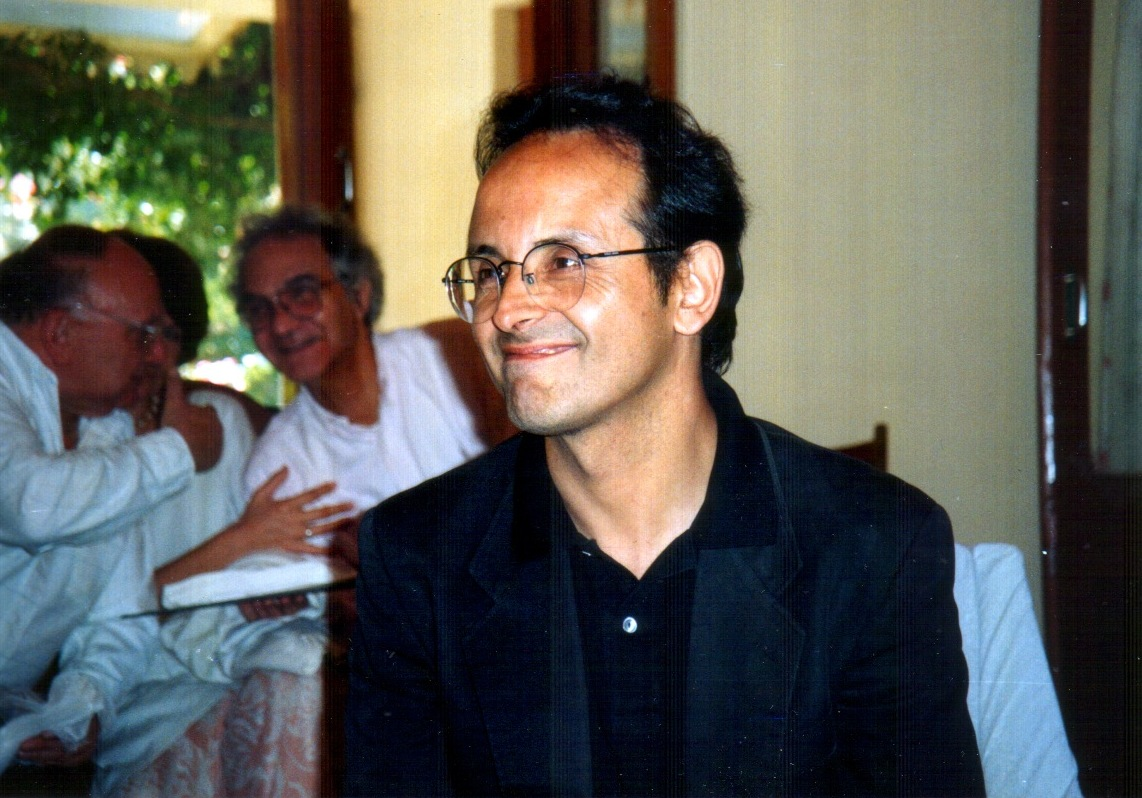
Francisco Varela.

- 2001: Francisco Varela, biólogo y filósofo chileno (n. 1946).
- 2003: Ilya Prigogine, químico belga, premio Nobel de química en 1977 (n. 1917).
- 2003: Martha Scott, actriz estadounidense (n. 1912).
- 2006: Fermín Chávez, historiador argentino (n. 1913).
- 2006: Umberto Masetti, piloto italiano de motociclismo (n. 1926).
- 2007: Eduard Pons Prades, escritor e historiador anarquista español (n. 1920).
- 2007: Gustavo Gutierrez Jr., político, Senador de Estados Unidos y candidato presidencial (n. 1965).
- 2007: David Eden Lane, supremacista blanco, escritor y criminal estadounidense (n. 1938).
- 2007: Muñequita Sally, cantante folclórica de huayno, huaylarsh y cumbia peruana (n. 1969).
- 2010: Gary Coleman, actor estadounidense (n. 1968).
- 2011: María Rosa Alonso, profesora, filóloga y ensayista española (n. 1909).
- 2012: José María Knörr, empresario español (n. 1916).
- 2013: Eddie Romero, cineasta filipino (n. 1924).
- 2013: Víktor Kulikov, militar soviético (n. 1921).
- 2013: Mario Abdo Benítez, político paraguayo, secretario privado del dictador Alfredo Stroessner (n. 1923)
- 2014: Maya Angelou, poetisa y actriz estadounidense (n. 1928).
- 2016: Harambe, Gorilla del zoo de Cincinnati (n. 1999)
- 2018: María Dolores Pradera, cantante melódica y actriz española (n. 1924).
- 2019: Carmine Caridi, actor de cine, teatro y televisión estadounidense (n. 1934).
- 2020: Gustavo Guillén, actor argentino (n. 1962).
- 2020: Charlie Monttana, compositor y músico mexicano (n. 1961).
- 2022: Raúl Lecouna, productor de telenovelas argentino (n. 1942).
- 2023: Antonio Gala, poeta, dramaturgo, novelista, guionista y articulista español (n. 1930).
- 2023: Sandra Montiel, artista e imitadora española.
- 2025: Lucha Fuentes, futbolista peruana

## Celebraciones

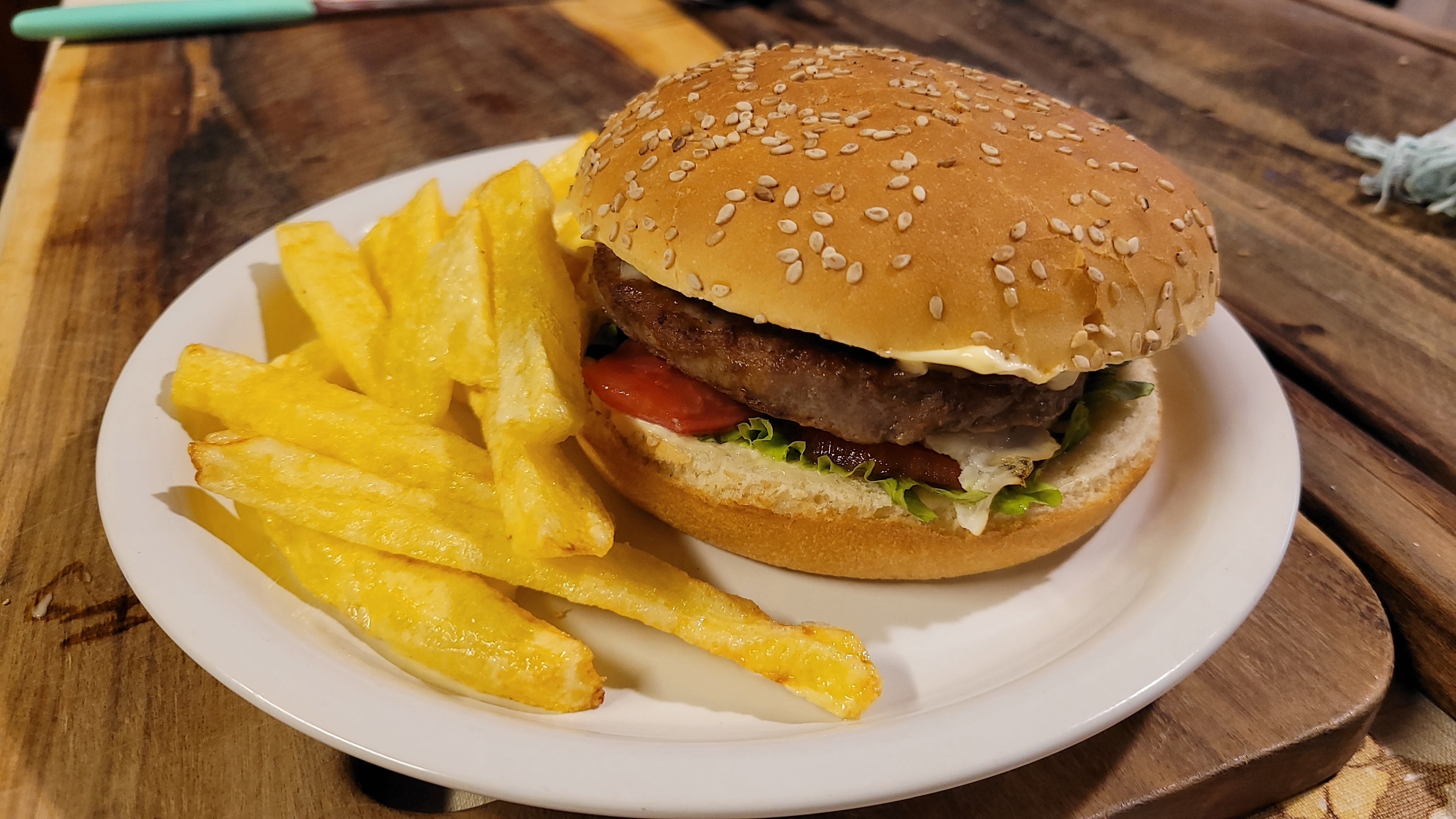
Hamburguesa con papas fritas.

- Día Internacional de la Hamburguesa.[4]
- Día Internacional del Juego.
- Semana de Solidaridad con los pueblos de los territorios no autónomos.

Mundo Animal
- Día Mundial de la Nutria.
- Día Mundial del Perro Sin Raza.[5]

Salud
- Día Internacional de Acción para la Salud de las Mujeres.
- Día Internacional del Síndrome de Treacher Collins.
- Día Internacional de la Higiene Menstrual.
- Día Mundial del Hambre.
- Día Mundial del Cáncer de Sangre.
- Semana Europea Contra el Cáncer.

 Por países
(Por orden alfabético)
- Argentina: 
  - Día Nacional del Ceremonial.
(Establecido mediante Decreto N.º 1574/93).[6]
  - Día de los Jardines de Infantes y de la Docencia del Nivel Inicial.[7]
La fecha recuerda a Rosario Vera Peñaloza, conocida como la Maestra de la Patria, quien dedicó su vida a la pedagogía en sus distintas formas y falleció en esta fecha, en 1950.
  - Día de la Maestra Jardinera.
    -  Misiones: 
      - Aniversario de General Alvear.[8]
Fundación: 28 de mayo de 1946 (79 años).

- Armenia:
  - Día de la primera República Armenia.[9]

- Azerbaiyán:
  - Día de la República.[10]

- España: 
  - Día Nacional de la Nutrición.

- México: 
  - Día del Estudiante Secundario.
  - Día Nacional de la Nutrición.

- Uruguay: 
  - Día del Geólogo.

- Venezuela: 
  - Día del Natalicio de Jacinto Lara.

### Santoral católico
- San Carauno de Chartres.

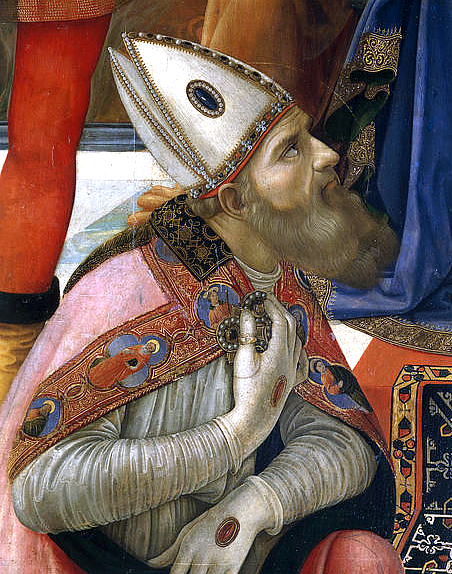
San Justo de Urgel.

- San Emilio, mártir junto a san Eladio.
- San Germán de París.
- San Guillermo de Gelona.
- Santa Helicónides de Corinto.
- San Justo de Urgel. (imagen ilustrativa).
- San Pablo Hanh.
- Santa Ubaldesca.
- Beato Antonio Julián Nowowiejski.
- Beato Herculano de Piegaro.
- Beato Ladislao Demski.
- Beato Lanfranco de Canterbury.
- Beata Margarita Pole.
- Beata María Bartolomea Bagnesi.
- Beato Stefan Wynzynski.

 Por países
(Por orden alfabético)
- España: 
  - Almazul (Soria): fiesta de la Virgen.